# Quercus myrsinifolia
Quercus myrsinifolia è un albero asiatico appartenente alla famiglia delle Fagaceae. Ha diversi nomi comuni, tra cui quercia a foglie di bambù, quercia sempreverde cinese e quercia cinese ad anello. Il suo nome cinese è 小叶青冈, che significa "quercia dalla piccola foglia ad anello" (tradotto letteralmente come "albero dalla cresta verde con piccola foglia"); in Giappone è chiamata quercia bianca (白樫?, shirakashi, da non confondere con Quercus alba)  e in Corea è conosciuta come 가시나무. È originaria della Cina centro e sud-orientale, Giappone, Corea, Laos, Thailandia settentrionale e Vietnam. È collocata nel sottogenere Cerris, sezione Cyclobalanopsis.

## Descrizione
Quercus myrsinifolia è una quercia sempreverde che cresce fino a 20 m di altezza. Le foglie sono grandi 60-110 × 18–40 mm con margini lisci; il picciolo è lungo 10–25 mm. Le ghiande sono ovoidali o ellissoidali, grandi 14-25 × 10–15 mm, glabre e con apice arrotondato; la cicatrice piatta ha un diametro di circa 6 mm. Le cupole sono grandi 5-8 × 10–18 mm e racchiudono 1/2-1/3 della ghianda; le brattee non sono connate all'apice.